# Abdikarim Husajn Guled
Abdikarim Husajn Guled (som. Cabdikariim Xuseen Guuleed, arab. عبد الكريم حسين جوليد; ur. w 1967 roku) – somalijski polityk. Prezydent Galmudugu – samozwańczej republiki autonomicznej w Somalii od 23 lipca 2015 do 26 lutego 2017. Członek Partii Pokoju i Rozwoju.